# Heide Simonis
Pour les articles homonymes, voir Simonis.
Heide Simonis, née Steinhardt le 4 juillet 1943 à Bonn et morte le 12 juillet 2023, est une femme politique allemande, membre du Parti social-démocrate d'Allemagne (SPD).
Députée fédérale, spécialiste des questions budgétaires, entre 1971 et 1988, elle devient ensuite ministre des Finances du Land de Schleswig-Holstein. En 1993, elle est nommée vice-ministre-présidente, puis investie, deux mois plus tard, ministre-présidente. Elle est alors la première femme à accéder à la direction d'un gouvernement.
Après les élections de 1996, elle est contrainte de gouverner en coalition avec les Verts, une alliance qu'elle poursuit après les élections de 2000. À l'issue du scrutin de 2005, elle échoue à obtenir de nouveau l'investiture du Landtag et se retire alors de la vie politique.

## Biographie

### Jeunesse et formation
En 1962, elle obtient son Abitur à Nuremberg et intègre aussitôt l'université Friedrich-Alexander d'Erlangen-Nuremberg afin d'y suivre des études supérieures de sciences économiques et de sociologie. Elle les achève en 1967, en recevant son diplôme d'économiste à l'université Christian Albrecht de Kiel.

### Vie professionnelle internationale
Elle commence aussitôt à travailler, comme professeur d'allemand à l'université de Lusaka, mais rentre en Allemagne de l'Ouest en 1969 pour occuper un poste au sein de l'institut des finances de Kiel.
Dès l'année suivante, Heide Simonis quitte de nouveau son pays natal et rejoint le Japon pour y devenir tutrice d'allemand au Goethe-Institut de Tokyo et chercheuse en marketing chez Triumph International. Elle finit par se réinstaller définitivement en RFA en 1972, où elle détient un emploi de conseillère pour les jeunes diplômés à l'Agence fédérale du travail (BfA) de Kiel.

### Débuts et ascension en politique
Membre du Parti social-démocrate d'Allemagne à partir de 1969, elle est élue au conseil municipal de Kiel en 1971. L'année suivante, elle intègre le comité directeur de la section du SPD. Elle entre au Bundestag lors des élections fédérales du 3 octobre 1976, étant élue dans la nouvelle circonscription de Rendsburg-Eckernförde avec 47,7 % des voix, quittant la même année ses fonctions dans l'appareil local du SPD.
Réélue par 49,8 % des suffrages lors du scrutin du 5 octobre 1980, elle est battue, avec 43,4 %, aux élections anticipées du 6 mars 1983 par le ministre fédéral des Finances, Gerhard Stoltenberg. Elle continue de siéger, de même qu'en 1987, grâce au scrutin de liste. Au cours de ses différents mandats, elle a notamment été porte-parole du groupe parlementaire social-démocrate pour la Politique financière.

### Ministre régionale
Le 31 mai 1988, elle est nommée ministre des Finances dans le gouvernement du Land de Schleswig-Holstein, dirigé par le social-démocrate Björn Engholm, étant la première femme à occuper ce ministère et des fonctions régaliennes dans ce Land. Cette même année, elle intègre, pour trois ans, le comité directeur fédéral du SPD. À l'occasion des élections régionales du 5 avril 1992, elle est élue au Landtag.
Reconduite dans ses fonctions, elle mène les négociations salariales de la fonction publique régionale avec le syndicat Öffentliche Dienste, Transport und Verkehr (ÖTV), qui obtient une hausse de salaire de 5,4 %, contre 9,5 % revendiqués. Elle est promue vice-ministre-présidente le 10 mars 1993.

### Ministre-présidente
À la suite de la démission d'Engholm le 4 mai suivant, elle est chargée de l'intérim de la direction du gouvernement. Quinze jours plus tard, le 19 mai, Heide Simonis est investie ministre-présidente de Schleswig-Holstein, devenant ainsi la première femme à diriger un gouvernement en Allemagne. Dans le même temps, elle réintègre le comité directeur fédéral du parti. En 1995, elle apporte son soutien aux secours pour les enfants victimes des conflits en ex-Yougoslavie.
Aux élections du 24 mars 1996, elle perd sa majorité absolue, que les sociaux-démocrates détenaient depuis huit ans, avec un score de 39,8 %, en recul de six points et demi. Bien que les chrétiens-démocrates aient progressé avec 37,2 %, elle parvient à se maintenir au pouvoir en formant une coalition rouge-verte, de 39 députés sur 75, avec l'Alliance 90 / Les Verts, qui obtient deux portefeuilles dans le gouvernement régional.
Opposée à l'ancien ministre fédéral de la Défense Volker Rühe lors des élections régionales du 27 février 2000, elle remporte 43,1 % des suffrages et reconduit sa coalition, qui dispose désormais de 46 sièges sur 89 au Landtag. En 2001, elle appuie la campagne de distribution de matériel de survie aux enfants afghans menacés par l'hiver. Aussitôt après la chute du régime des talibans, elle s'est rendue à Kaboul pour visiter divers projets d'écoles et d'hôpitaux.

### Fin de carrière
Après les élections régionales du 20 février 2005, au cours desquelles l'alliance au pouvoir n'obtient que 33 élus sur 69, contre 34 à une coalition noire-jaune entre chrétiens-démocrates et libéraux, elle tente de se maintenir au pouvoir en formant un gouvernement minoritaire soutenu par la Fédération des électeurs du Schleswig du Sud (SSW), qui représente la minorité danoise et dispose de deux députés. Cependant, le 17 mars, jour du vote d'investiture, elle n'obtient que 34 voix lors des quatre tours de scrutin, soit autant que son adversaire, Peter Harry Carstensen. Elle renonce alors à un quatrième mandat et laisse Carstensen négocier la formation d'une grande coalition. Elle quitte officiellement ses fonctions le 27 avril et sort alors du comité directeur fédéral du SPD.
Elle est élue au conseil d'administration d'Unicef Allemagne en mai 2005, en prend la présidence le 17 octobre suivant, mais en démissionne trois ans plus tard.

### Vie privée
D'un point de vue personnel, elle est mariée avec le professeur des universités Udo E. Simonis, dont elle a fait la connaissance au cours de ses études.[réf. souhaitée]